# جون بروير
جون بروير (بالإنجليزية: John Brewer)‏ هو لاعب كرة قدم أمريكية أمريكي، ولد في 6 أبريل 1906 في غريفين في الولايات المتحدة، وتوفي في 1 مايو 1980 في نيو بورت ريتشي في الولايات المتحدة.

## وصلات خارجية
- جون بروير على موقع مرجع كرة القدم المحترفة.كوم (الإنجليزية)